# 潘基文
潘基文（韩语：／，1944年6月13日—），前韩国外交部长、第8任聯合國秘書長，現任博鳌亚洲论坛理事长（第3任）。
潘基文出生于今韩国忠清北道。在忠州上高中的时候，他曾参加美国红十字会主办的“外国学生访美计划（VISITA）”的选拔，后与其他三名韩国学生代表出访美国各地，并受到时任美国总统约翰·肯尼迪的接见。此次经历使他立志成为一名外交官，后考入首尔大学外交系学习。1970年大学毕业后，潘基文以优异的成绩进入韩国外交部:179。他先后在金泳三、金大中和卢武铉三届韩国政府中担任外交要职，受到韩国朝野器重:41。
2006年10月13日，潘基文在第61届联合国大会上当选联合国第八任秘书长:27:120-122。他是首位来自东亚，也是第二位来自于亚洲的联合国秘书长（首位是缅甸的吳丹）。2007年1月1日，潘基文接替科菲·安南出任联合国秘书长一职。2011年6月21日，潘基文在第65届联合国大会上获得连任，任期至2016年12月31日。
2013年，潘基文被美国《福布斯》杂志评为全球第32位最具影响力人物，是当年排名最高的韩国人。2016年，因对《巴黎协议》的特殊贡献，潘基文被《外交政策》提名为“FT 100全球知识分子”之一。

## 生涯

### 学生时代

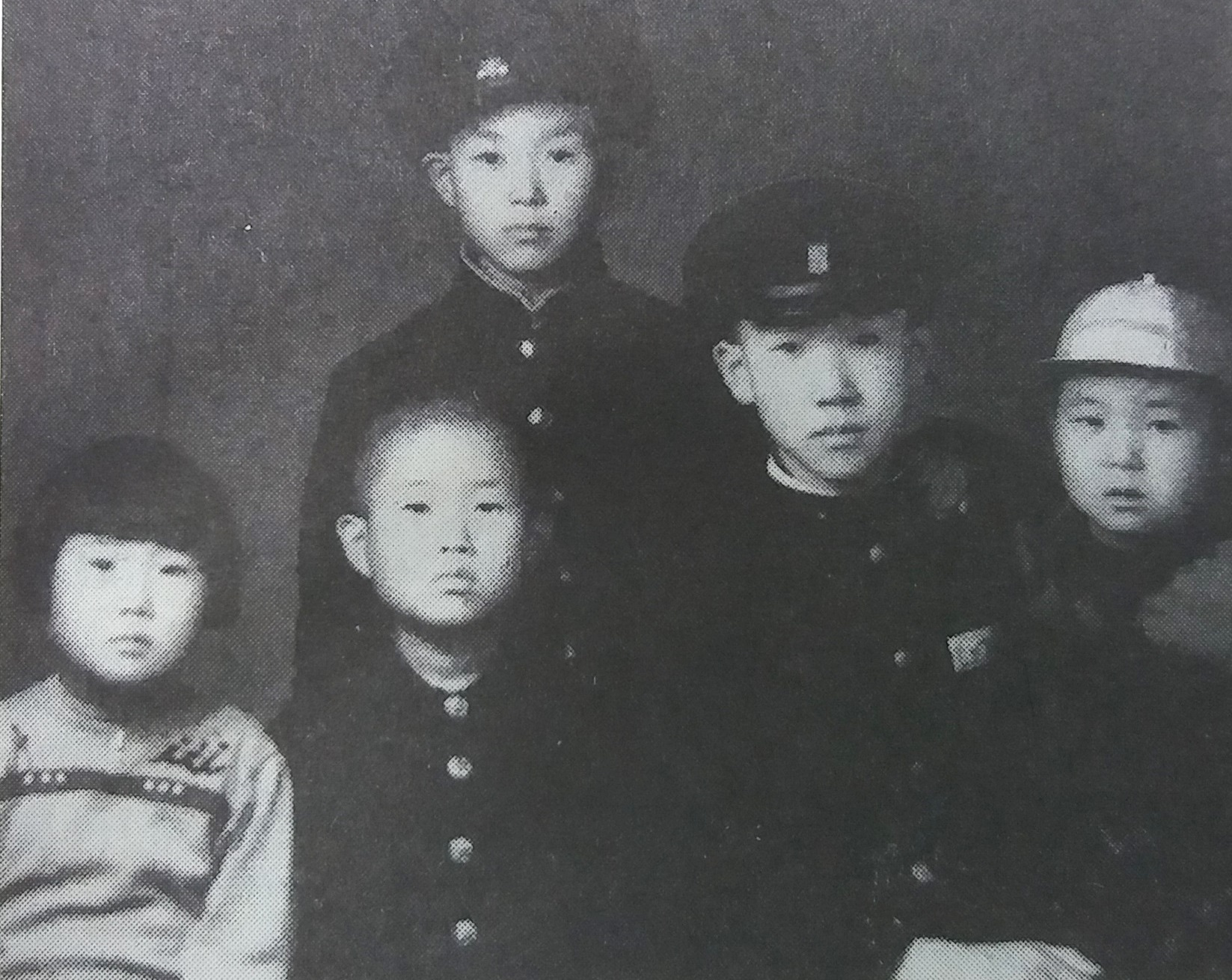
潘基文中学时期与弟妹合影（右二）

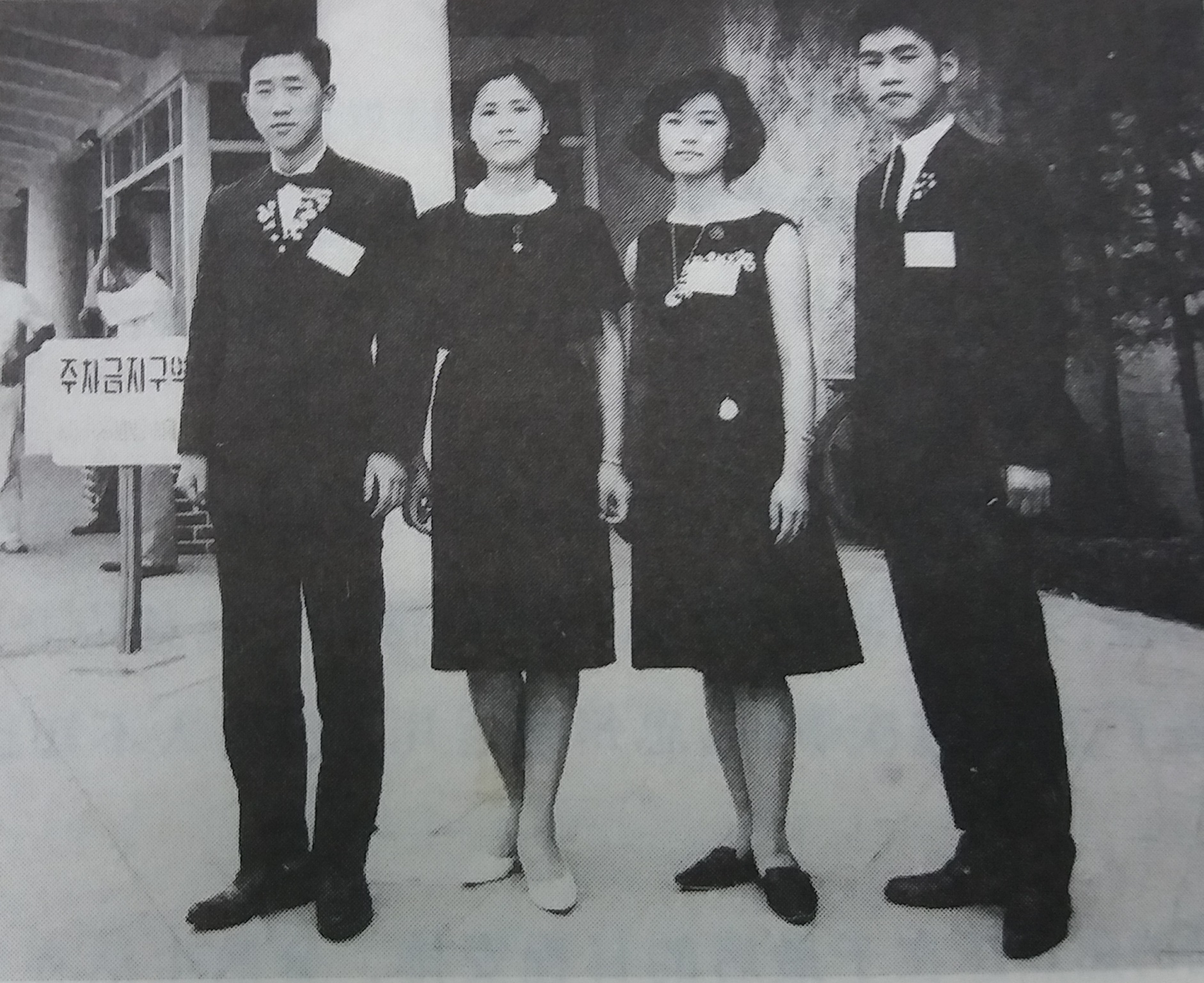
忠州高三的潘基文（左一）与另外三名学生作为美国红十字VISTA计划的韩国代表出访美国前的合影

1944年6月13日，潘基文出生于今韩国忠清北道阴城郡远南面上党1里杏峙村，是家中长子，下有三个弟弟和两个妹妹。潘基文的父亲潘明焕从事物流行业工作。母亲辛铉顺在家做家务。潘基文上完小学一年级时，因父亲工作调动全家搬到忠州。当时的忠州很落后，成绩好的学生在升入高中前都会转到漢城（現首爾）、清州、大田等大城市学习。潘基文虽然从小学习成绩优异，但由于家境不富裕，留在忠州读高中。:4-14:1-4:1-2
高二的时候，他参加美国红十字会主办的“外国学生访美计划（VISITA）”的选拔，入选为出访美国的四位韩国学生代表之一。他因此有了“忠州英语神童”的称呼。1962年7月30日至8月31日，他与其他三名韩国学生代表出访美国各地，受到此次活动发起人，时任美国总统约翰·肯尼迪的接见。有117名来自43个国家的学生参加了此次活动:33-35:4-7:2-3。在潘基文当选联合国秘书长之后，他曾表示高中时期与肯尼迪总统见面的经历使他萌生当外交官的想法。肯尼迪总统的弟弟美国国会议员爱德华·肯尼迪还将1962年潘基文在白宫与其它学生代表聆听肯尼迪总统讲话的照片做成礼物送给潘基文，祝贺他的当选:42。
1963年，潘基文如愿考入首爾大學外交系。不过当时的朴正熙政府改任军人为外交官，随后取消了外交官考试。1964年，朴正熙试图与日本建交，引发大规模学生抗议游行，学校也被停课。潘基文决定暂时休学提前服兵役。1968年，在潘基文退役后不久，韩国恢复了外交官考试:45-48。1970年，潘基文从漢城大学毕业，并以优异的成绩通过韩国外交部的公务员考试，进入外交部:3:169。

### 职业外交官时期

#### 平步青云
1970年潘基文大学毕业进入韩国外交部后，在外交官研修考试中取得了第一名的成绩。按韩国外交部的惯例，考取第一名的事务官应派往美国华盛顿的韩国驻美大使馆，开始外交生涯的第一份在外工作。不过，潘基文因家庭经济情况较差放弃了去美国的机会，而是自愿选择到相对落后印度工作。这样可以省下些钱，补给家里。1972年2月，时任韩国总统朴正熙为与不结盟运动领袖印度建交，任命洛杉矶总领事卢信永为驻新德里领事。潘基文因英语水平出众被卢信永任命为印度总领事馆副领事。:58-60
1973年，韩国与印度正式建交后，卢信永晋升韩国驻印度大使，后升任外交部部长、国家安全企划部部长、国务总理等要职。在卢信永的提拔和引荐下，潘基文也开始平步青云。1976年，时任韩国外交部部长李范锡将潘基文拔擢为驻印度大使馆一等秘書。1978年10月，潘基文被任命为驻联合国代表部一等秘書。1980年，卢信永升任外交部部长后，潘基文即被任命为聯合國课课长。1983年8月至1985年4月，潘基文就读于美国哈佛大学肯尼迪政府学院，并获得公共行政硕士学位。1985年，卢信永升任国务总理后，只有三等秘書之衔的潘基文被破格任命为应由一等秘書担任的禮賓秘书官，后又在1987年升任理事官（二等）。同年，外交部長李相玉委派潘基文为驻美公使，并在一周之内将他提升为一等。:59-64:170
1990年6月， 潘基文结束为期三年的驻美总领事工作后，外交部长崔浩中任命他接替升任通商局长的金三勋，出任外交部核心要职美洲局局长:65-66。金泳三执政期间，潘基文更是得到重用，先后担任外交部助理次官、青瓦台首席礼宾秘书、外交首席安保秘书等职务:66:3-4。

#### 被解职
1998年金大中就任韩国总统之后，潘基文的事业发展变得不再顺利。1998年，他就任駐奧地利大使，期间曾任《全面禁止核试验条约》（CTBT）会议主席。2000年，由于外交部长洪淳瑛提名的次長人选被金大中否决，已在奥地利1年6个月的潘基文才被调回国，替人出任外交部次官的职务。:66-67:13
2001年2月，时任俄罗斯总统普京访韩，与金大中总统举行了韩俄首脑会谈，并联合发表共同声明。《联合声明》中明确载入维护和强化《反弹道导弹条约（ABM）》的条款。但当时美国布什政府正在推进防御朝鲜、伊拉克等所谓敌对国家导弹攻击的《国家导弹防御系统（NMD）》。虽然声明中使用的是国际通用语句，但由于声明是在韩美首脑会谈即将举行之际，这被韩国媒体理解为金大中政府对美国NMD体系的反对。尽管韩国外交部对此进行解释，但并没能挽回局面。韩国各大媒体都进行了韩国反对NMD的报道，美国、俄罗斯、英日本等国的媒体也同样态度对此进行了报道，变得不可收拾，给3月出访美国的金大中总统带来巨大的压力。同年4月，作为外交部次官的潘基文与外交部长李廷彬一起被金大中解职。:81-88
潘基文从次官落马后，《月刊朝鲜》在同年5月发表了长达50页稿纸的报道，引用了很多外交官对此的感叹。新上任的外交部长韩升洙是潘基文在1990年代担任驻美公使时的驻美大使，他对潘基文的印象很好。他以《月刊朝鲜》的报道和外交部对潘基文的评价为依据，希望青瓦台能再给他工作机会。2001年9月，韩升洙担任联合国大会主席后，恢复了潘基文的外交官身份，任命他为联合国大会主席秘书室室长兼驻联合国总部大使。这段在联合国的经历，也为他日后当选联合国秘书长起到很大的帮助。:88-89

#### 任韩外长时期

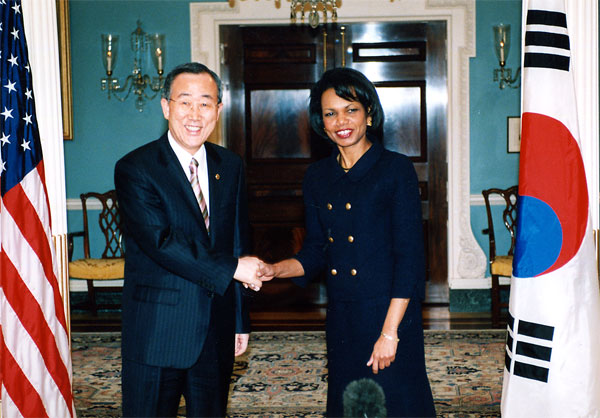
时任美国国务卿康多莉扎·赖斯与潘基文关系甚好，俩人融洽的关系使卢武铉执政时期的韩美同盟关系得到维持，同时赖斯也是潘基文竞选联合国秘书长的大力支持者

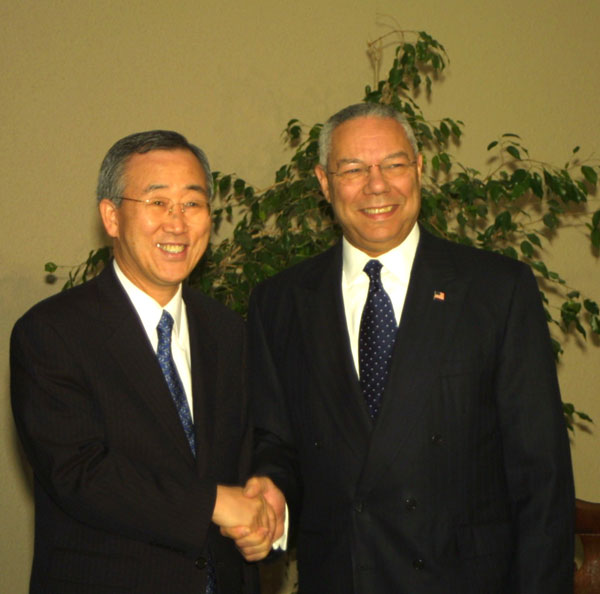
2004年11月19日潘基文在智利与美国国务卿科林·鲍威尔会面

2003年，卢武铉当选韩国总统后，潘基文被调回国担任卢武铉的外交政策顾问，成为卢武铉的“左膀右臂”。卢武铉出任韩国总统后奉行“自主外交”，与美国矛盾不断。时任韩国亲美外交部长尹永宽与卢武铉在重大外交事务中存在重大分歧，甚至在私下或公开场合评判卢武铉的“自主外交”。最终尹永宽外長和北美局局长魏圣洛被解职。2004年1月16日，潘基文取代尹永宽成为韩国外交部部长。潘基文“既不是独立派，也不是联盟派”，因此他的出任在韩国国内外普遍受到欢迎，认为其能够弥合外交部与青瓦台的裂痕，并维持韩美同盟关系。驻首尔的外交人士也普遍认为“没有比他更适合的人了”。在潘基文就任外长仅五分钟，时任美国驻韩国大使哈伯德就致電向他表示祝贺。:91-95:15-22
2004年6月，在潘基文担任外长不到半年，韩国公民金鲜一在伊拉克被恐怖分子斩首，使潘基文外交生涯再次陷入空前危机。迫于压力，潘基文向卢武铉递交辞呈。但卢武铉并没有接受他的辞呈，而是说要看看事态的发展。凭借出色的危机处理能力，潘基文最终使这一危机得到平息，并保住了乌纱帽。:98-103:24-34
潘基文是公认的“美国通”:6，凭借其在美国的人脉，他在推行卢武铉政府自主外交政策的同时很好地维系了韩美同盟关系。与此同时，他是朝核问题的斡旋者，在2005年六方会谈上促成具有里程碑意义的朝核问题《共同声明》，为缓和朝鲜半岛局势发挥了重要作用:79-96:7-9:181。卢武铉执政期间，韩日关系因独岛主权、日本历史教科书、日相小泉纯一郎参拜靖国神社等问题，出现危机。但在这些关系到韩国国家利益的原则问题，潘基文态度强硬，丝毫不让步，被称为“丝绒手套包裹的铁拳”:55-78。

### 参选联合国秘书长
2005年，随着时任联合国秘书长科菲·安南任期即将结束，各个国家纷纷推出自己的候选人参加下届联合国秘书长的竞选。韩国原本是打算力推原韩国驻美大使洪锡铉，但由于爆出洪锡铉政治献金丑闻，韩国政府改潘基文为联合国秘书长候选人。韩国上下认为如果潘基文能当选联合国秘书长将是提升韩国国际地位，推动朝鲜半岛和平发展的好事，因此都给予积极的支持。2006年2月，潘基文正式宣布参加下任联合国秘书长的角逐，并于同年5月前往联合国总部为竞选拉票，期间发表了题为《如何恢复联合国活力》的演讲。:108-111
除潘基文外，参加此次联合国秘书长竞选的候选人还有时任联合国副秘书长印度人沙希·塔鲁尔、时任泰国副总理素拉革·沙提拉泰、约旦常驻联合国代表扎伊德·侯赛因、斯里兰卡总统顾问贾扬塔·达纳帕拉、拉脱维亚女总统維拉·薇契-斐柏嘉:104-108。根据联合国的规定，当选联合国秘书长需要取得包括5个常任理事国在内的9个理事国的支持:31。2006年7月、9月中旬和9月下旬，联合国安理会15个成员国对候选人进行了三次摸底投票。潘基文在这三轮投票中得票率始终是领先于其它候选人，三轮得票均超过确保当选必需的9张赞成票，但每次都有一张反对票:117。10月2日，在第四轮意向性投票中，15个理事国中有14个国家对潘基文投了赞成票，时任联合国理事国成员的日本投了弃权票。2006年10月13日，第61届联合国大会上与会的102个成员国代表以鼓掌的方式通过决议，正式任命潘基文为新一任联合国秘书长:27:120-122。同年11月10日，潘基文结束了其韩国外交通商部长官的工作:113。11月15日，潘基文抵达联合国总部，开始于时任秘书长安南进行工作交接:115。他的联合国秘书长的宣誓就职仪式于12月14日举行:77。
| 候选人           | 7月24日  | 7月24日  | 7月24日  | 9月14日  | 9月14日  | 9月14日  | 9月28日 | 9月28日 | 9月28日 | 10月2日 | 10月2日 | 10月2日 | 最后的投票 |
| 候选人           | 支持     | 反对     | 中立     | 支持     | 反对     | 中立     | 支持    | 反对    | 中立    | 支持    | 反对    | 中立    | 最后的投票 |
| ---------------- | -------- | -------- | -------- | -------- | -------- | -------- | ------- | ------- | ------- | ------- | ------- | ------- | ---------- |
| 潘基文           | 12       | 1        | 2        | 14       | 1        | 0        | 13      | 1       | 1       | 14      | 0       | 1       | 胜出       |
| 沙希·塔鲁尔      | 10       | 2        | 3        | 10       | 3        | 2        | 8       | 3       | 4       | 10      | 3 (1P)  | 2       | 退出       |
| 素拉革·沙提拉泰  | 7        | 3        | 5        | 9        | 3        | 3        | 5       | 7       | 3       | 4       | 7 (2P)  | 4       | 退出       |
| 贾扬塔·达纳帕拉  | 5        | 6        | 4        | 3        | 5        | 7        | 3       | 7       | 5       | 退出    | 退出    | 退出    | 退出       |
| 扎伊德·侯赛因    | 还未参选 | 还未参选 | 还未参选 | 6        | 4        | 5        | 3       | 6       | 6       | 2       | 8 (1P)  | 5       | 退出       |
| 維拉·薇契-斐柏嘉 | 还未参选 | 还未参选 | 还未参选 | 还未参选 | 还未参选 | 还未参选 | 7       | 6       | 2       | 5       | 6 (2P)  | 4       | 退出       |

### 任联合国秘书长时期

#### 第一个任期

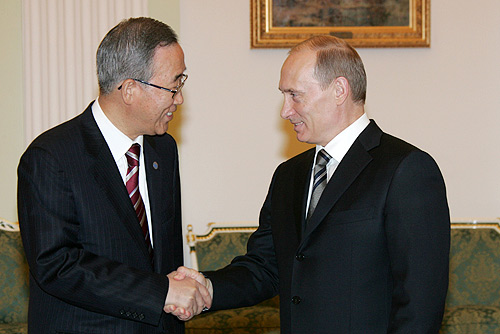
2008年4月9日潘基文与俄罗斯总统普京

2007年1月初，潘基文任命坦桑尼亚外长阿莎-罗丝·米吉罗为他的联合国常务副秘书长，英国驻法国大使约翰·霍姆斯为联合国人道事务与紧急援助副秘书长 。为兑现竞选承诺，潘基文任命了许多女性担任联合国要职。在潘基文任期的第一年，更多非潘基文亲自任命的女性担任了联合国的相关职务。其中巴林女外交官哈亚·拉希德·阿勒哈利法被选举为联合国大会主席，成为联合国大会历史上的第三位女主席。
在入职的头个月，潘基文提出了两项主要的联合国改革建议：一是将联合国维持和平行动部分为两个部门；另一个是将联合国政治事务和裁军部门合并成一个部门。当时有传言说潘基文合并联合国政治事务和裁军部门是为了让美国人担任合并后部门的负责人。因此该提议遭到联合国大会许多发展中国家的强烈抵制。时任美国常驻联合国代表也表示美国支持此提议。经过与联合国代表的协商，潘基文最终放弃了这项合并提议。但是他继续推行了联合国人事任免改革，要求将联合国相关职务任期统一改为五年，所有职务每年都要进行严格的绩效评估，财务对外公开。虽然他的这些改革措施在联合国纽约总部并不受欢迎，但却在联合国在世界其它地区受到欢迎，并得到联合国观察员的赞扬。潘基文的另一项将维和部门分成运作和武器两个部门的提议于2007年3月最终被联合国所采纳。
潘基文将应对全球变暖作为其任期的一个重要课题。他在美国白宫与时任美国总统乔治·W·布什会面时敦促美国采取措施减少温室气体的排放。2007年3月1日和2009年9月3日，他分别在联合国大会和日内瓦世界气候大会发表演说，表达对全球气候变化的担忧。2014年9月，他还参加了纽约市人类环境游行的活动，并召集世界各国领导人参加联合国气候变化首脑会唔，为2015年在巴黎举办的联合国气候变化会议作准备。
2003年8月，伊拉克巴格达遭到空袭，造成22人死亡后，联合国在伊拉克的作用已经变得非常有限。但潘基文却仍然表示联合国要为伊拉克的社会与政治发展寻求出路。2007年3月22日，潘基文上任不久后首次出访中东。他与伊拉克总理努里·马利基在巴格达绿区的举行新闻发布会遭到火箭弹的袭击。火箭弹在距离会场仅50米处爆炸，所幸潘基文和马利基都没受伤。
2008年3月10日，潘基文对以色列打算在约旦河西岸修建犹太人定居点表示批评，说此举有悖于以色列中东和平路线图的义务。2009年1月7日，潘基文在联合国安理会上对以色列轰炸加沙，哈马斯向以色列发射导弹同时进行了批评，并呼吁双方在加沙地带立即停火。
2011年，在潘基文第一任期的最后一年，利比亚内战爆发。潘基文从始至终一直为和平解决危机游说，多次指出反对对利比亚动武，认为外交手段是解决利比亚危机更好的方法。但他也承认如果卡扎菲拒绝停火协议，那联合国部队别无选择只能武装介入以保护利比亚人民人权。卡扎菲政权最终被推翻，卡扎菲本人也在战争中被击毙。

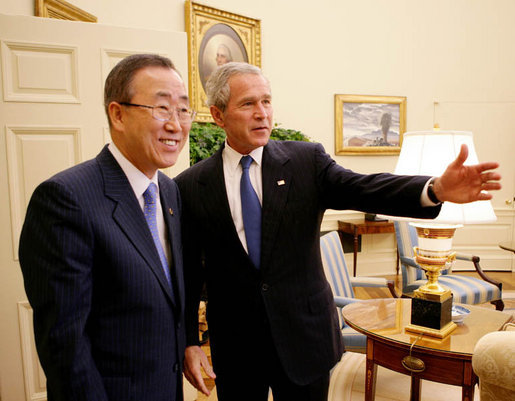
2007年7月潘基文与美国总统布什在白宫

潘基文就任后的首次出访是参加2007年1月在埃塞俄比亚亚的斯亚贝巴举行的非洲联盟首脑会唔，以加强与七十七国集团的联系。达尔富尔 是他任期中最重要的人道援助目标。他与时任苏丹总统奥马尔·巴希尔进行了多次面对面的会谈，劝说苏丹允许联合国维和部队进入达尔富尔地区。2007年7月31日，安理会同意派遣26,000名维和军人进入该地区，与那里的7000人非洲联盟部队汇合。此次决议被认为是直面处理达尔富尔战争的重要突破。2007年10月，联合国开始执行第一期达尔富尔维和任务。
2008年5月2日，气旋纳尔吉斯登陆缅甸，造成巨大破坏。潘基文呼吁缅甸政府为国际人道主义援助提供便利。5月底，潘基文成功说服丹瑞接受国际援助，并在缅甸发起了一个旨在呼吁国际社会增加对该国的援助国际会议。5月23-24日，潘基文亲自考察了缅甸受灾地区，特别是受灾最为严重的伊洛瓦底三角洲。在潘基文的劝说下，缅甸官员同意将仰光国际机场作为人道主义援助物质分配中心。

#### 第二个任期

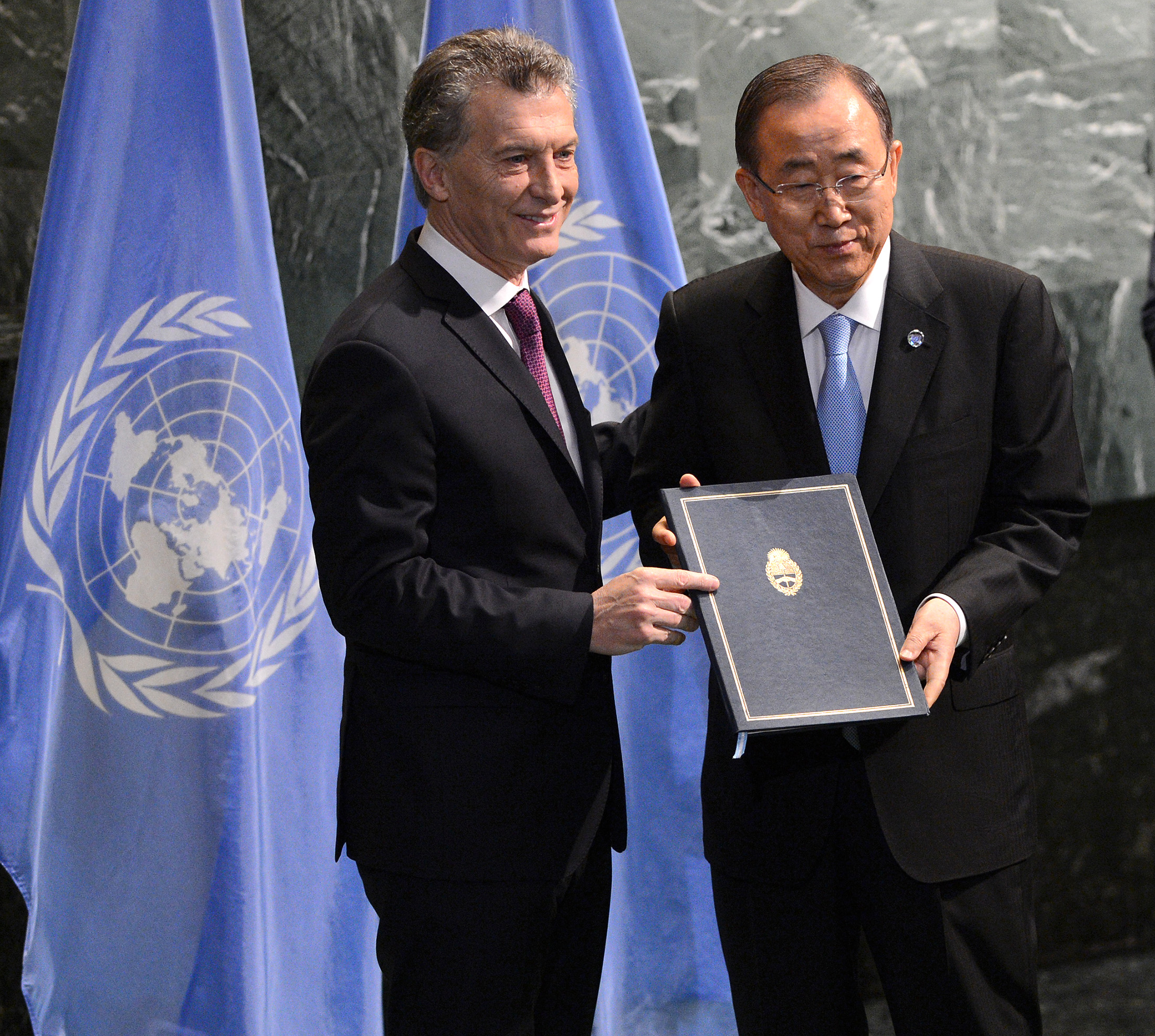
潘基文与阿根廷总统马克里

2011年6月6日，潘基文正式宣布谋求连任，并得到了五个常任理事国的支持。他是唯一一位公开表示参加竞选的候选人。2011年6月21日，联合国大会以全体鼓掌的方式通过了潘基文的第二个任期。2012年3月2日，潘基文任命瑞典外交官扬·埃利亚松为联合国副秘书长。 
由于利比亚内战和阿拉伯之春，中东问题成为潘基文第二个任期开始的工作重心。整个2012年，潘基文都在关注以巴冲突，特别是以色列关押的巴勒斯坦囚犯的绝食事件，以及加沙地带的居民行动受限的问题。2012年8月30日，潘基文在伊朗举行的不结盟运动首脑会议上，对伊朗领导人有关摧毁以色列，否认犹太人大屠杀历史存在的言论进行了批评。2013年8月16日，潘基文与以色列学生会谈的时候承认联合国对以色列有偏倚，并说这种情形是“不幸的”。但几天后，潘基文又否认联合国对以色列有任何歧视。2016年1月26日，在巴勒斯坦袭击以色列后，潘基文说：“与人类历史上被压迫民族一样，这是人性对侵略的自然反映，这也经常会成为仇恨与极端主义的孵化器”。同年12月16日，他在接受采访时说联合国批评以色列的决议、报告和会议数目过多。
潘基文批评沙特领导的干预也门行动说：“由于冲突的升级，对儿童的严重侵害大幅增加”2016年6月，潘基文将沙特领导的联合军从侵犯儿童人权名单中去除，之后声称沙特威胁如果不把沙特从在也门杀害儿童的黑名单上删除，沙特将停止对巴勒斯坦和其它联合国项目的援助。有消息称，有威胁说利雅德的伊斯兰会议要发布反联合国的伊斯兰教令，将联合国定义为反穆斯林组织，号召伊斯兰合作组织成员不与联合国接触，不对联合国任何项目进行援助。

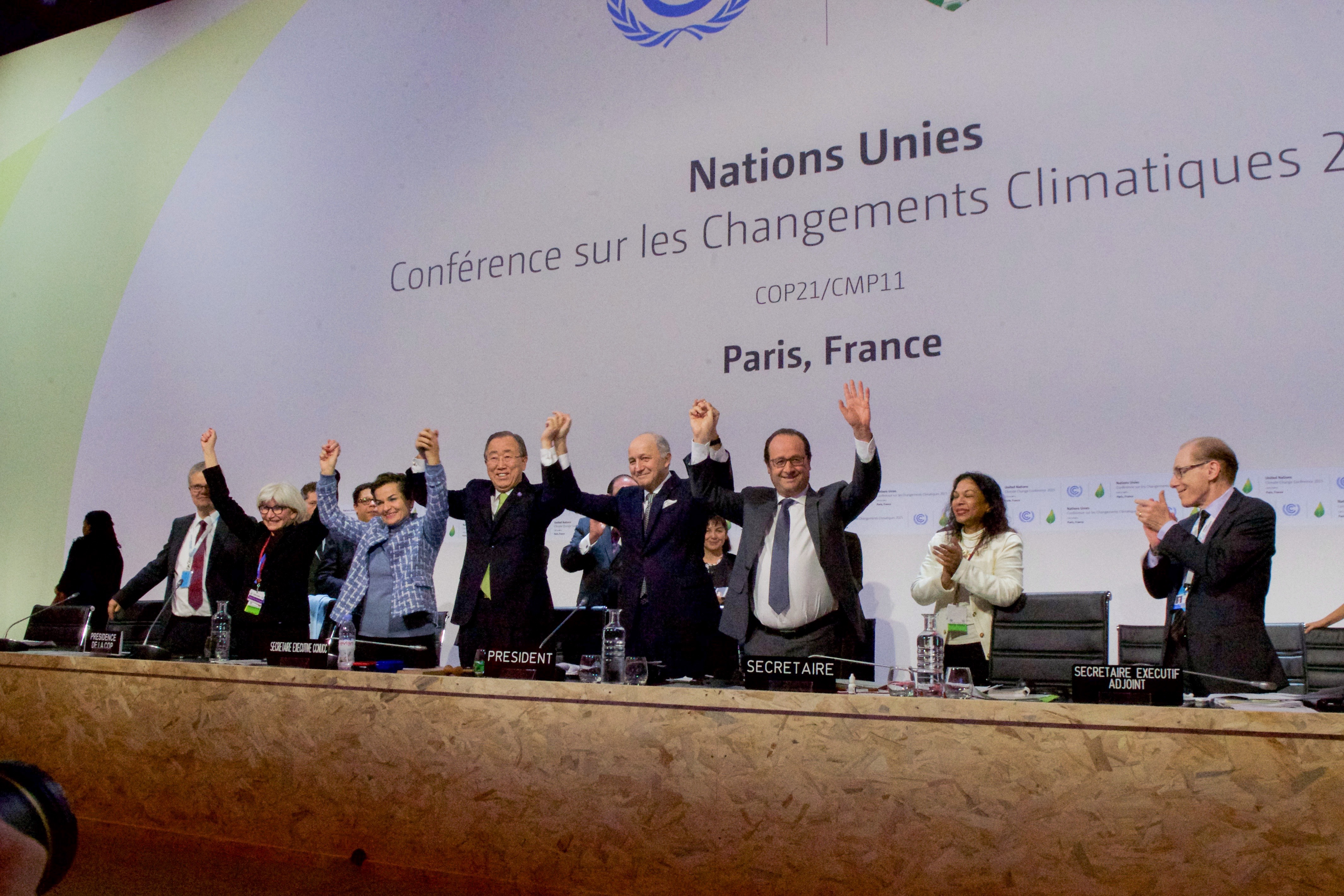
2015年12月12日，潘基文和与会代表在联合国气候变化大会上为大会通过《巴黎协议》欢呼

此外，潘基文还组织协调了日内瓦第二次叙利亚会。
2012年3月7日，潘基文在联合国人权理事会上呼吁消除对同性恋的歧视，在世界各地倡导LGBT权利。他的演说遭到部分与会代表中途退出会场的抗议。在一次联合国总部纪念国际人权日的演说中，潘基文对那些设有反同性恋法规的国家进行了谴责，并列举了76个将同性恋定罪的国家。他说在现代社会仍有这么多的国家继续将因仅喜爱另一个同一性别的人类而视为犯罪是骇人听闻的。他对联合国高级管理人员说对同性恋的歧视是不可接受的，并指出像乌克兰这样将公开讨论同性恋定罪是对基本人权的威胁。他进一步指出政府有保护弱势群体的义务。2013年4月，他称LGBT权利是当前最被忽视的人权之一，并指出宗教，文化和传统不能成为剥夺人权的理由。
2012年1月25日，潘基文宣布将举办世界首次人道主义援助首脑议会，以分享和建立相应的知识和最好的做法。2016年5月23-24日，世界人道主义峰会在土耳其伊斯坦布尔召开。为准备此次峰会，2016年2月9日，他在咨询153个国家的2萬3000人后，发布了题为“共同的人道主义，分享的责任”（‘One Humanity, Shared Responsibility’）的报告，并在其中制定了“人道主义议事日程”。“议事日程”对人道主义援助改革，包括政治领袖避免和结束冲突，新的筹资方法，从提供援助到结束需求的转换等，进行了概述。有来自173个国家的9000代表，包括55名国家和政府首脑，数百名私营、民间和非政府组织的代表参加了此次世界人道主义峰会。
2015年中國舉行“纪念中国人民抗日战争暨世界反法西斯战争胜利70周年大会”上，日本外務省要求潘基文在政治上「保持中立」、迴避在北京舉行的閱兵儀式。但潘基文回應，他此前也曾參加過多次相關紀念活動，「吸取歷史教訓、創造光明未來，是作為聯合國秘書長的應有之義」。

### 卸任后
2016年12月31日，在職的最後一天，潘基文在紐約時代廣場和市長白思豪共同啟動跨年水晶球垂降倒數。他卸任联合国秘书长一职后，韩国媒体广泛认为他会参加2017年韩国总统竞选。但2017年2月1日，他宣布将不参加总统竞选。2017年6月，潘基文获国际奥林匹克委员会主席托马斯·巴赫提名出任国际奥委会道德委员会主席，并于同年9月14日在秘鲁利马举行的第131届国际奥林匹克委员会全体会议上正式当选。2018年4月起，潘基文接替日本前首相福田康夫出任博鳌亚洲论坛理事长。2025年3月，第144届国际奥林匹克委员会全体会议选举潘基文为国际奥委会荣誉委员。

## 家庭

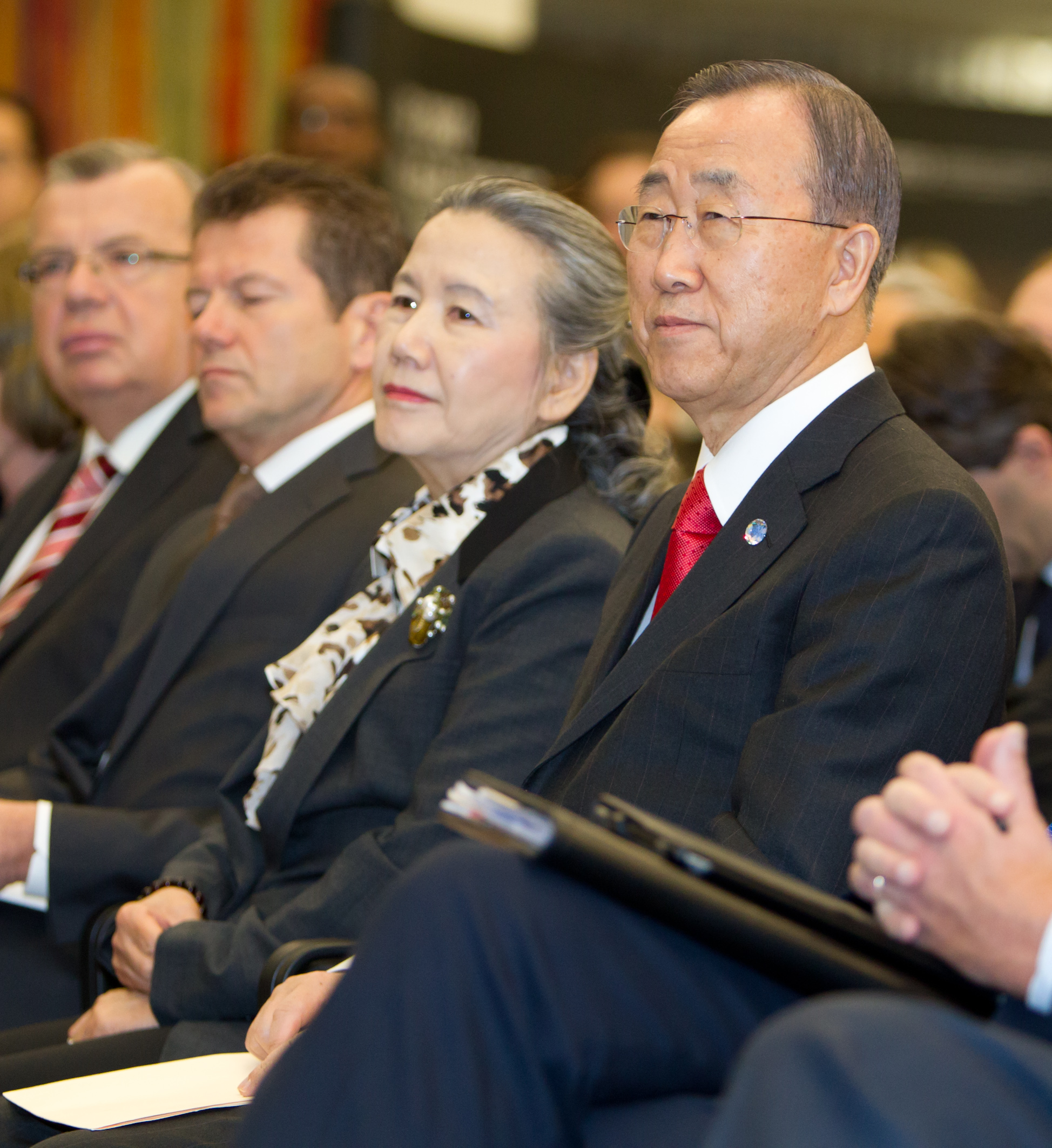
潘基文与夫人柳淳泽（右二）

潘基文与他的夫人柳淳泽育有一儿两女。俩人在高中时期相识。当时柳淳泽是潘基文所在忠州高中邻校忠州女高的学生会会长。1962年潘基文作为韩国学生代表访美前，曾为找不到合适的礼物发愁。柳淳泽将女生在家政课上制作的福袋送给了他。潘基文的礼物在美国很受欢迎，俩人也因此结缘。潘基文考入首尔大学后，柳淳泽考入了首尔的中央大学，俩人后于1971年在首尔结婚。:52-53
- 大女儿潘善容，亚洲财团首尔办事处事业部长[8]:12
- 儿子潘佑贤，原在LG CNS工作，后到美国加州大学洛杉矶分校攻读MBA[8]:12
- 二女儿潘贤熙，在联合国儿童基金会驻肯尼亚办事处工作[8]:12

## 荣誉

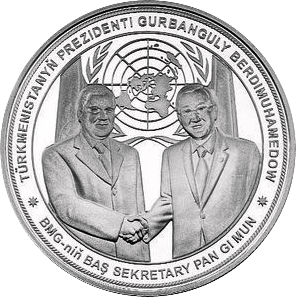
土库曼斯坦纪念硬币上的潘基文

### 韩国勋章奖章
- 绿条勤政勋章（1975年2月4日[65]）
- 红条勤政勋章（1986年12月22日[65]）
- 青条勤政勋章（2006年11月14日[65]）
- 国民勋章无穷花章（2017年1月20日[65]）

### 外国勋章奖章
- 2001年，奥地利共和国授予最高荣誉勋章[66]；
- 2002年，巴西政府授予“里约博朗科大十字勋章”[66]；
- 2005年，纽约韩裔协会授予“范弗利特奖”[67]；
- 2006年，秘鲁政府授予“大太阳十字勋章”[66]；
- 2008年4月，獲授尊贵的布基纳法索国家大十字勋章[68]；在同一个月内，又被科特迪瓦政府授予国家大将军勋章[66]；
- 2008年，菲律宾政府授予“最高勋章”[69]；
- 2010年，获哈萨克斯坦友谊勋章[70]；
- 2011年，获得联合国“南南发展奖”以表彰他在去年9月发起“妇幼健康全球战略”以及在促进改善全球妇女和儿童健康状况方面所作出的杰出贡献[66][68]；
- 2012年，荣获第11届首尔和平奖[71]；
- 2013年，摩納哥授予聖查爾斯大十字勳章（英语：Order of Saint-Charles）[72]；
- 2014年，哈佛大学授予“人道主义者奖”[73]；
- 2015年5月[74]，荣获蒂珀雷里国际和平奖[75]，亦作「愛爾蘭人道主義工作傑出獎」[76]；
- 2016年，荣获荷兰狮子大十字勋章（英语：Order of the Netherlands Lion）[77]；
- 2016年，荣获俄罗斯联邦友谊勋章[78]；

### 荣誉学位
- 华盛顿大学荣誉法学博士[79]
- 南京大学名誉博士[80]
- 丹佛大学荣誉公共服务博士[81]
- 奥克兰大学荣誉法学博士[82]
- 梨花女子大学女性学名誉博士[83]
- 鲁汶大学荣誉博士[84]
- 剑桥大学荣誉法学博士[85]
- 哥伦比亚大学荣誉法学博士[86]
- 新加坡国立大学名誉文学博士[87]